# Günter Karnhof
Günter „Ille“ Karnhof (* 21. Oktober 1931 in Gelsenkirchen; † 20. Juni 2015) war ein deutscher Fußballspieler.

## Laufbahn
Der gelernte Maler und Anstreicher begann seine Karriere beim SV Heßler 06. Im Gelsenkirchner Westen gelang 1952 mit den Blau-Schwarzen aus dem Friedrich-Ludwig-Jahn-Stadion der Aufstieg in die Landesliga Westfalen. „Ille“ Karnhof galt als eine der Leitfiguren der Aufstiegself. Erst zur Saison 1955/56 wechselte der fleißige und laufstarke Mittelfeldspieler über den Kanal zum FC Schalke 04 in die damals erstklassige Oberliga West. Von 1955 bis zum Karriereende 1965 spielte er bei der ehemaligen „Knappen-Elf“. Sein größter Erfolg war der Gewinn der deutschen Meisterschaft 1958.
Der auch als „Arbeitsbiene“ und „Terrier“ bezeichnete unermüdliche Kämpfer bestritt von 1955 bis 1963 in der Oberliga 136 Oberligaspiele für Schalke und schoss ein Tor. Sein Oberligadebüt gab er am 27. August 1955 bei einer 1:2-Heimniederlage gegen Fortuna Düsseldorf auf der linken Außenläuferposition. Ab der dritten Saison, 1957/58, gehörte er der Stammformation von „Königsblau“ an. In dieser Runde gewann Schalke mit einem Punkt Vorsprung auf den 1. FC Köln die Westmeisterschaft und Karnhof hatte 27 Ligaspiele absolviert. In der wegen der Weltmeisterschaft 1958 in Schweden verkürzten Endrunde um die deutsche Fußballmeisterschaft nahm er an allen drei Gruppenspielen gegen Eintracht Braunschweig (4:1), Tennis Borussia Berlin (9:0) und den Karlsruher SC (3:0) teil; Schalke zog dadurch mit 6:0 Punkten in das Finale ein. Das Endspiel gewann er mit Schalke am 18. Mai in Hannover vor 80.000 Zuschauern durch einen 3:0-Erfolg gegen den Hamburger SV. In der siegreichen Mannschaft bildete er zusammen mit Karl Borutta und Otto Laszig die starke Läuferreihe gegen den Innensturm des Nordmeisters mit Klaus Stürmer, Uwe Seeler und Günter Schlegel.
Nach der Westvizemeisterschaft 1962 zog er noch ein zweites Mal in die Endrunde ein. Wiederum bestritt er vier Spiele; es reichte aber gegen Borussia Neunkirchen, Tasmania 1900 Berlin und den 1. FC Nürnberg nicht zum erneuten Finaleinzug.
Nach Gründung der Bundesliga 1963 bestritt Karnhof 34 Spiele und schoss ein Tor. Er debütierte unter Trainer Georg Gawliczek am 5. Oktober 1963 bei einer 3:4-Auswärtsniederlage gegen Eintracht Braunschweig in der neuen Leistungsklasse. Er bildete dabei mit Willi Schulz und Egon Horst die Schalker-Läuferreihe. Als sein Verein im zweiten Bundesligajahr 1964/65 den 16. Platz belegte, absolvierte der „letzte Radfahrer in Schalke“ 24 Ligaspiele unter Trainer Fritz Langner an der Seite von Mitspielern wie Friedel Rausch, Hans Nowak und Manfred Kreuz. Seinen letzten Bundesligaeinsatz erfuhr er am 30. April 1965 bei einer 1:3-Auswärtsniederlage bei 1860 München, als er sich noch einmal mit Offensivgrößen wie Engelbert Kraus, Hans Küppers, Rudolf Brunnenmeier, Peter Grosser und Alfred Heiß zu messen hatte.
Aufgrund von immer wiederkehrenden Kreislaufproblemen beendete er seine Spielerkarriere und ließ sich zum Verwaltungsangestellten bei der Stadt Gelsenkirchen umschulen.

## Trivia
Günter Karnhof war der erste Schalker Spieler, der in der Bundesliga vom Platz gestellt wurde. Am 11. Spieltag der ersten Saison geriet er mit dem gegnerischen Spieler Otto Rehhagel von Hertha BSC aneinander, Schiedsrichter Günter Sparing verwies ihn des Feldes. Wegen der Tätlichkeit wurde er für zwei Monate bis Mitte Januar 1964, Rehhagel wegen seines Verhaltens nachträglich bis Mitte Dezember 1963 gesperrt.